# 니콜라스 시리
니콜라스 시리(스페인어: Nicolás Hernán Siri Cagno, 2004년 4월 17일~)는 우루과이의 축구 선수로, 몬테비데오 시티 토르케와 우루과이 연령별 대표팀에서 공격수로 활동하고 있다.

## 구단 경력
2020년 9월 20일, 보스턴 리버와의 경기에서 프로 데뷔전을 치렀다. 2021년 3월 19일에는 우루과이 프리메라 디비시온에서 16세 348일의 나이로 보스턴 리버와의 경기에서 해트트릭을 기록하며 프로 축구에서 해트트릭을 기록한 역사상 세 번째로 어린 선수이자, 최상위 리그에서 해트트릭을 기록한 최연소 선수, 프로 축구에서 해트트릭을 기록한 최연소 남미 선수가 되었다.

## 국가대표팀 경력
2019년 CONMEBOL U-15 축구 선수권 대회의 우루과이 선수단에 이름을 올렸으며, 2023년 FIFA U-20 월드컵에서 우승한 우루과이 대표팀의 일원이다.